# Ambros Swetlík
Ambros Swetlík (29. září 1871 Bílovec – 25. ledna 1932 Cheb) byl český podnikatel a průmyslník německého původu, od roku 1911 se svým společníkem Heinrichem Kastrupem spoluzakladatel závodu na výrobu jízdních kol Elite, posléze Es-Ka, zakladatel tradice výroby bicyklů a motocyklů ve městě. Ve spolupráci s Kastrupem a podnikatelem Františkem Heringem založili v roce 1922 rokycanskou továrnu Tripol, která po roce 1948 pokračovala jako proslulý výrobce silničních jízdních kol Favorit.

## Život

### Mládí
Narodil se roku v Bílovci nedaleko Nového Jičína na hranici Moravy a Slezska (často bývá chybně uváděno jako datum narození rok 1860) v německé rodině. Vyučil se zřejmě strojním zámečníkem. Též je uváděno jeho působení v Opavě.

### Es-ka Cheb

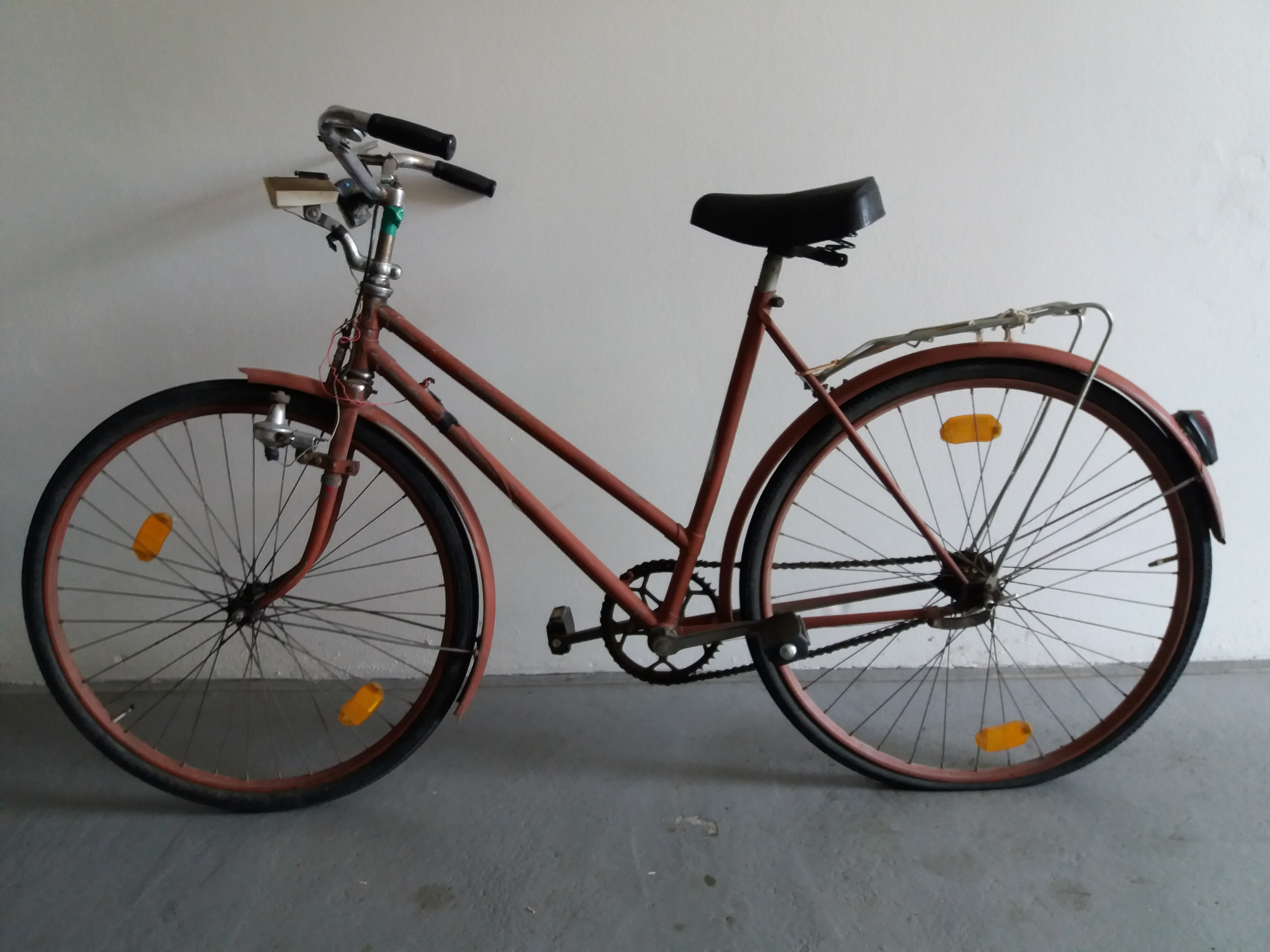
Kolo Eska Junior z 50. let 20. století v nepůvodním stavu

Posléze byl zaměstnán v továrně na výrobu jízdních kol firmy Premier v pohraničním Chebu v západních Čechách. Ta zde vyráběla od 80. let 19. století vysoká jízdní kola, tzv. kostitřasy, později se specializovala na výrobu nízkých jízdních kol, kterých postupně vyráběla stovky ročně. Stoupající poptávka vedla Swetlíka a Heinrich Kastrupa, jeho kolegu a dobrého přítele, v roce 1911 k založení další továrny ve městě. Dostala název Elite, ale posléze byl změněn na Es-Ka, fonetický přepis počátečních písmen jmen obou zakladatelů: ES – Swetlik, KA – Kastrup. Cheb se tak již před první světovou válkou stává centrem výroby jízdních a motorových kol. První motocykly spatřily světlo světa v roce 1914. V té době již produkce přesáhla 21 000 kusů. Po první světové válce firma nadále prosperovala. Od roku 1920 firma začala vyrábět motorová kola nejprve o zdvihovém objemu 75 a později 93 cm³. Dále se portfolio výrobků rozšířilo i o tříkolky, šicí stroje a vozíky ke kolům. Za protektorátu byla výroba jízdních kol utlumena.
V roce 1922 v Rokycanech vzniká nová továrna na jízdní kola založena místním podnikatelem a výrobcem kol Františkem Heringem a firmou Es-Ka, která zde začala s výrobou značky Tripol ze součástek chebské Es-Ka.

### Úmrtí

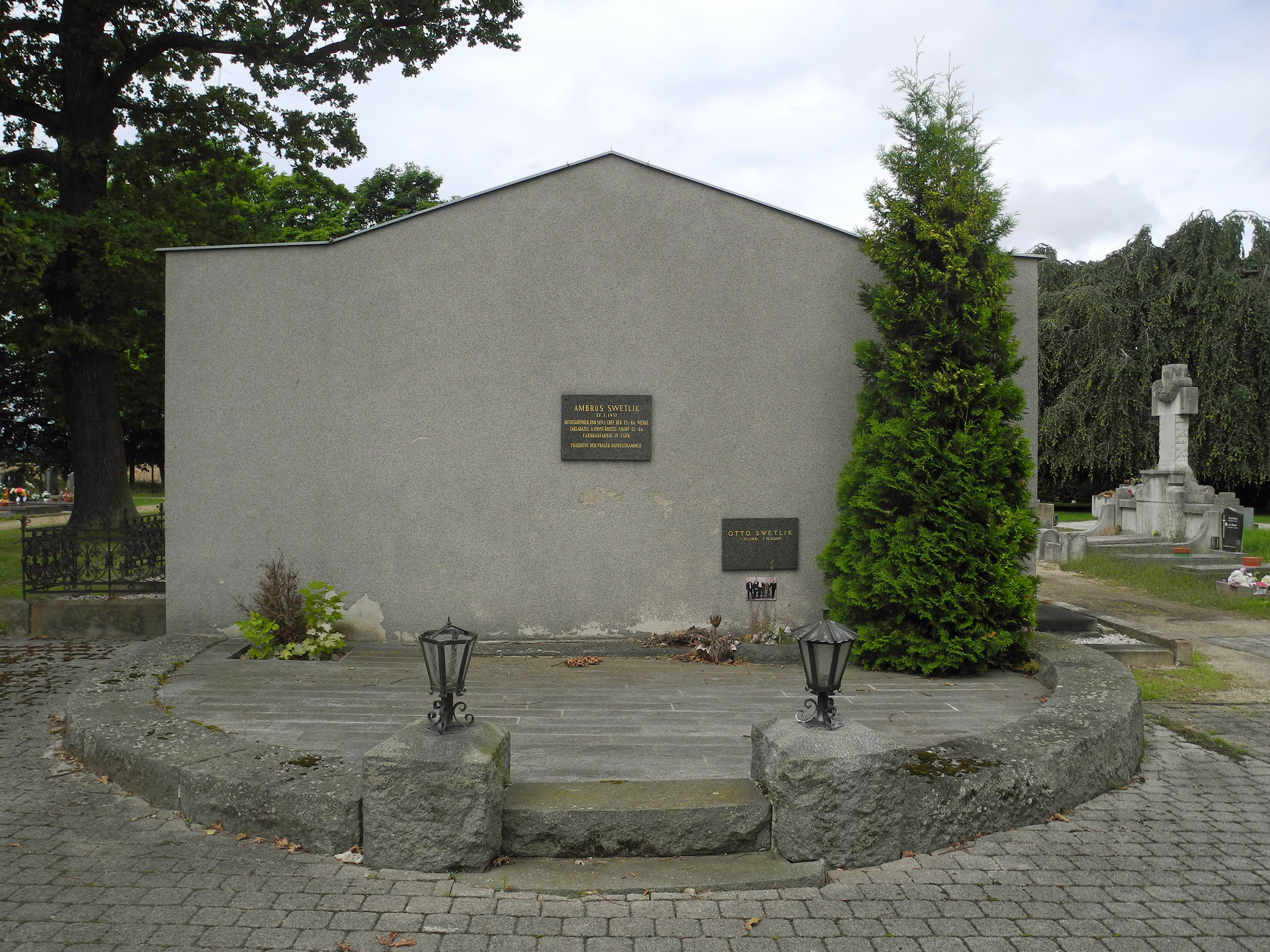
Hrobka rodiny Swetlíkovy na Městském hřbitově v Chebu

Ambros Swetlík zemřel 25. ledna 1932 v Chebu ve věku 60 let (často bývá chybně uváděno jako datum úmrtí rok 1929). Pohřben byl v rozsáhlé rodinné hrobce na Městském hřbitově v Chebu.

### Po smrti
Po jeho smrti převzal rodinný podíl ve firmě syn Ambros Swetlík mladší, po zesnulém Kastrupovi zdědila podíl jeho manželka. V roce 1933 se po rozepřích ve vedení firma rozdělila na Tripol (majitel Es-Ka Cheb), která si v roce 1934 postavila vlastní továrnu a Hering, který koupil původní areál, zde začal vyrábět kola značky Velo-Tudor. Firma však nejprve nakupovala kola Achilles Žandov a prodávala je pod svou značkou Tudor a teprve až v roce 1936 začala s vlastní výrobou.
Po druhé světové válce byla firma znárodněna a výroba jízdních kol obnovena. Eska byla po roce 1948 závodem České Zbrojovky Strakonice, ale od roku 1950 byla samostatná a pohltila i závod Premier.